# Зли Поток
Зли Поток или Злипоток (алб. Zlipotoku) је горанско село у општини Гора, на Косову и Метохији. По законима привремених институција Косова ово насеље је у саставу општине Драгаш. Атар насеља се налази на територији катастарске општине Зли Поток површине 2712 ha. Село се први пут помиње 1348. године, у повељи цара Стефана Душана манастиру Св. Арханђела. У истој повељи помиње се и оближње место Страторје, где се, по предању, налазио логор царске коњице.
По турском попису из 1455. године у Злом Потоку је уписано 10 српских кућа. У селу је постојала црква Преображења, испред које су, на дан Преображења (19. августа), одржавани сабори.

## Пеливан
У Гори надимак Пеливан је резервисан за мештане села Зли Поток, иако је пеливана (рвача у истоименој борби) било из целе Горе. Данас су најпознатији посластичари Злипоточани а скоро све њихове посластичарнице носе назив Пеливан. Пеливан је основ презимена и знамените горанске породице из Злог Потока — Пеливановић.
Надалеко је чувена посластичарница Пеливан у Београду која постоји још од половине 19. века, затим у Суботици, основана почетком 20. века, те у Сомбору, Нишу, Краљеву... као и многе друге под истим називом широм бивше Југославије. Иван Јастребов је писао о овом обичају у том крају.

## Самовила
У Злом Потоку се налази и вила за коју се веровало у прошлости да чува Гору. Ова вила нема посебно име већ се зове управо Вила, односно "Самовила" или "Санвила“. Овакво веровање је заоставштина словенске митологије из претхришћанског периода. Персонификована је у облику дрвета које расте на осами у атару села Зли Поток. Данас, верског значаја нема, али је од великог симболичког значаја за Гору и Горане. У будућности, овај локалитет може бити атрактиван за сеоски туризам.

## Иван Јастребов и Милош Милојевић о Злом Потоку
Иван Јастребов је писао о Злом Потоку да лежи поред истоименог потока (по којем је село добило име) који тече из Растелице. Житеље је тада одликовало умеће ковачког заната. На путу из села Глобочице на брду недалеко од села Зли Поток налазила се у рушевинама Преображенска црква. Злипоточани су му причали да је ту цркву градио поп Тома Петко, могући последњи поп села Зли Поток чије су име сачували у сећању. Источно изнад села је место које се у стара времена звало Страторија. Тада се звало Стратос. Милош Милојевић за којег Јастребов често наводи да су његове тврдње непоуздане (...код Милојевића је натпис на том месту измишљен и чиста је кривотворина...), пише да су изнад села Зли Поток развалине Прехвале, за једно два и по часа даљине уз планину. Јастребов је оптуживао Милојевића да су многи наводни натписи које је овај доносио у својим књигама чиста кривотворина. Међу бројним таквим натписима спомиње и натпис на једва видљивим темељима цркве у Злом потоку коју је наводно подигао краљ Драгутин наречени Теоктист, а обновио поп Петко са Злипоточанима 1686. г. (7194.)

## Демографија
Насеље има бошњачку етничку већину.
Број становника на пописима:
- попис становништва 1948. године: 486
- попис становништва 1953. године: 488
- попис становништва 1961. године: 532
- попис становништва 1971. године: 568
- попис становништва 1981. године: 625
- попис становништва 1991. године: 619

### Попис 2011.
На попису становништва 2011. године, Зли поток је имао 610 становника, следећег националног састава:
| Попис 2011.‍ | Попис 2011.‍ | Попис 2011.‍ | Попис 2011.‍ | Попис 2011.‍ |
| ----------- | ----------- | ----------- | ----------- | ----------- |
|             |             |             |             |             |
| Бошњаци     | Бошњаци     |             | 380         | 62,29%      |
| Горанци     | Горанци     |             | 199         | 32,62%      |
| Турци       | Турци       |             | 10          | 1,63%       |
| Албанци     | Албанци     |             | 8           | 1,31%       |
| Остали      | Остали      |             | 13          | 2,13%       |
| укупно: 610 |             |             |             |             |

## Познате личности
- Фахрудин Јусуфи, некадашњи југословенски и српски фудбалер